# Matthew Mercer
Matthew Christopher Miller (29 juni 1982), bekend als Matthew Mercer en Matt Mercer, is een Amerikaanse stemacteur. Hij verzorgt stemmen in de Engelse vertalingen van Japanse animes, cartoons, films en computerspellen.
Mercer heeft onder andere de stemmen ingesproken van Levi in Attack on Titan, Kiritsugu Emiya in Fate/Zero, Jotaro Kujo in Jojo's Bizarre Adventure, Kanji Tatsumi in het tweede gedeelte van Persona 4: The Animation en Trafalgar Law in One Piece. In computerspellen heeft hij onder andere de stemmen van Leon S. Kennedy in Resident Evil, Chrom in Fire Emblem Awakening, Tim Drake / Red Robin in Batman: Arkham Knight, Jack Cooper in Titanfall 2, Cassidy in Overwatch, Yusuke Kitagawa in Persona 5, MacCready in Fallout 4, Edér Teylecg in Pillars of Eternity en Ganondorf in The Legend of Zelda: Tears of the Kingdom ingesproken. Daarnaast is hij een Dungeon Master in een Dungeons & Dragons webserie genaamd Critical Role.

## Biografie
Mercer werd geboren in Palm Beach Gardens, Florida, op 29 juni 1982. Het gezin verhuisde naar Los Angeles toen hij acht was. Hij ging naar Agoura High School in Agoura Hills, Californië. Mercer stotterde toen hij jonger was. Zijn vader, die ook stotterde, stuurde hem naar een logopedist waardoor het maar nauwelijks meer merkbaar is.
Mercer trouwde met stemactrice en Critical Role-co-ster Marisha Ray op 21 oktober 2017. Ze wonen samen in Los Angeles met hun hond Omar.
- Gemeinsame Normdatei: 1199323896
- International Standard Name Identifier: 0000 0000 0300 7313
- Library of Congress Control Number: no2012104218
- MusicBrainz: 438e3f39-439d-412e-b3ce-aa3b6b8baa1e
- Virtual International Authority File: 19934930
- WorldCat: E39PBJc3MFDfY9JXRXRgrcp9Dq